# Johann Friedrich Salomon Kaltwasser
Johann Friedrich Salomon Kaltwasser (* 22. März 1752 in Gotha; † 17. August 1813 ebenda) war ein deutscher Klassischer Philologe, Lehrer und Übersetzer.

## Leben
Johann Friedrich Salomon Kaltwasser war der Sohn des Buchbinders Johann Heinrich Kaltwasser und dessen Frau Susanne Margarethe, geborene Böhm. Bis 1769 besuchte er das Gymnasium in Gotha und studierte anschließend Theologie an der Universität Jena. Er kehrte 1775 als Collaborator an das Gymnasium illustre seiner Heimatstadt zurück und wurde dort 1778 Professor für Altgriechisch. Er wirkte fast 39 Jahre bis zu seinem Tod als Lehrer der Schule. Dem bereits erwachsenen Herzog Ernst II. Ludwig von Sachsen-Gotha-Altenburg erteilte er Privatunterricht in Griechisch.
Kaltwasser erlangte hauptsächlich durch seine Übersetzungen von Plutarch und die Fortsetzung der Übersetzungsarbeit Friedrich Andreas Stroths an Diodors Bibliothek Bekanntheit. Darüber hinaus war er für seine Rezensionen in der Allgemeinen Literatur-Zeitung bekannt.

## Werke
Übersetzungen
- Diodor: Bibliothek der Geschichte. 6 Bände. Hermann, Frankfurt am Main, 1782–1787.
- Plutarch: Moralische Abhandlungen. 9 Bände. Hermann, Frankfurt am Main 1783 ff.
- Plutarch: Vergleichende Lebensbeschreibungen mit Anmerkungen. 10 Bände. Keil, Magdeburg 1799–1806.

Editionen
- Euripides: Euripidu Alkēstis. Ettinger, Gotha 1776.
- Paianios: Paianiu Metaphrasis eis tēn tu Eutropiu Rhōmaikën historian. Ettinger, Gotha 1780.